# Campeonato Sudamericano de Fútbol Sub-20 de 2013
El XXVI Campeonato Sudamericano Sub-20 de 2013 se llevó a cabo a principios de 2013 en Argentina. El torneo otorgó cuatro cupos para la Copa Mundial de Fútbol Sub-20 de 2013, a disputarse en Turquía. 
El campeonato se desarrolló en dos fases de una ronda, que se disputaron por el sistema de todos contra todos. En la primera se formaron dos grupos de cinco equipos cada uno, de los cuales los tres primeros avanzaron al Hexagonal final. Los cuatro mejores de este clasificaron a la Copa Mundial Sub-20. 
Solo los jugadores nacidos a partir del 1 de enero de 1993 fueron elegibles para este torneo.

## Equipos participantes
Participaron las diez selecciones nacionales de fútbol afiliadas a la Conmebol.
| Equipos participantes | Equipos participantes | Equipos participantes | Equipos participantes | Equipos participantes |
| --------------------- | --------------------- | --------------------- | --------------------- | --------------------- |
| Argentina             | Bolivia               | Brasil                | Chile                 | Colombia              |
| Ecuador               | Paraguay              | Perú                  | Uruguay               | Venezuela             |

Por tercera vez se llevó a cabo el Juventud de América en Argentina. Anteriormente se jugaron los campeonatos de 1988 y 1999.

## Elección y antecedentes
Argentina fue elegida como país anfitrión, según se acordó, durante una reunión del comité ejecutivo de la Conmebol el 18 de marzo de 2011 en la sede del ente del fútbol sudamericano ubicada en Luque, Paraguay. La reunión duró alrededor de 3 horas y en ese lapso se decidió concederle a Argentina la sede tanto del Sudamericano Sub-20 como del Sub-17 de 2013.

## Sedes
Las sedes del torneo, anunciadas por la Asociación del Fútbol Argentino, fueron:
| S. J. del Bicentenario |  |
| Capacidad: 25 000      |  |
|                        |  |
| Mendoza                |  |
| Malvinas Argentinas    |  |
| Capacidad: 42 500      |  |
|                        |  |

## Primera fase
- Los horarios corresponden a la hora de Argentina (UTC-3)

Los 10 equipos participantes en la primera fase se dividieron en 2 grupos de 5 equipos cada uno. Luego de una liguilla simple (a una sola rueda de partidos), pasaron a segunda ronda los equipos que ocuparon las posiciones primera, segunda y tercera de cada grupo.
En caso de empate en puntos en cualquiera de las posiciones, la clasificación se hubiera determinado siguiendo en orden los siguientes criterios:
- Diferencia de goles.
- Cantidad de goles marcados.
- El resultado del partido jugado entre los empatados.
- Por sorteo.

### Grupo A
| Equipo    | Pts | PJ | PG | PE | PP | GF | GC | Dif |
| --------- | --- | -- | -- | -- | -- | -- | -- | --- |
| Chile     | 12  | 4  | 4  | 0  | 0  | 8  | 3  | 5   |
| Colombia  | 6   | 4  | 2  | 0  | 2  | 10 | 5  | 5   |
| Paraguay  | 6   | 4  | 2  | 0  | 2  | 9  | 6  | 3   |
| Argentina | 4   | 4  | 1  | 1  | 2  | 6  | 7  | -1  |
| Bolivia   | 1   | 4  | 0  | 1  | 3  | 3  | 15 | -12 |

|  | Clasificado para el Hexagonal Final |

- Equipo libre:  Bolivia.

| 9 de enero de 2013, 20:00 | Paraguay | 0:1 (0:1) | Colombia    | Estadio Malvinas Argentinas, Mendoza |                                   |
|                           |          | Reporte   | Córdoba 34' | Árbitro(s): Carlos Vera (Ecuador)    | Árbitro(s): Carlos Vera (Ecuador) |

| Uniformes | Uniformes |
| --------- | --------- |
|           |           |

| 9 de enero de 2013, 22:15 | Argentina | 0:1 (0:1) | Chile        | Estadio Malvinas Argentinas, Mendoza |                                   |
|                           |           | Reporte   | Castillo 21' | Árbitro(s): Sandro Ricci (Brasil)    | Árbitro(s): Sandro Ricci (Brasil) |

| Uniformes | Uniformes |
| --------- | --------- |
|           |           |

- Equipo libre:  Colombia.

| 11 de enero de 2013, 20:00 | Argentina  | 1:2 (1:0) | Paraguay                     | Estadio Malvinas Argentinas, Mendoza |                                    |
|                            | Vietto 37' | Reporte   | González 60' · Domínguez 67' | Árbitro(s): Víctor Carrillo (Perú)   | Árbitro(s): Víctor Carrillo (Perú) |

| Uniformes | Uniformes |
| --------- | --------- |
|           |           |

| 11 de enero de 2013, 22:15 | Chile                        | 2:0 (0:0) | Bolivia | Estadio Malvinas Argentinas, Mendoza     |                                          |
|                            | Castillo 52' · Cuevas 90+10' | Reporte   |         | Árbitro(s): Marlon Escalante (Venezuela) | Árbitro(s): Marlon Escalante (Venezuela) |

| Uniformes | Uniformes |
| --------- | --------- |
|           |           |

- Equipo libre:  Paraguay.

| 13 de enero de 2013, 17:45 | Chile                      | 2:1 (2:0) | Colombia            | Estadio Malvinas Argentinas, Mendoza |                                   |
|                            | Cuevas 8' · Lichnovsky 33' | Reporte   | Quintero 83' (pen.) | Árbitro(s): Carlos Vera (Ecuador)    | Árbitro(s): Carlos Vera (Ecuador) |

| Uniformes | Uniformes |
| --------- | --------- |
|           |           |

| 13 de enero de 2013, 20:00 | Argentina               | 2:2 (0:1) | Bolivia                          | Estadio Malvinas Argentinas, Mendoza   |                                        |
|                            | Melano 48' · Vietto 65' | Reporte   | Bejarano 12' · Vargas 87' (pen.) | Árbitro(s): Daniel Fedorczuk (Uruguay) | Árbitro(s): Daniel Fedorczuk (Uruguay) |

| Uniformes | Uniformes |
| --------- | --------- |
|           |           |

- Equipo libre:  Argentina.

| 15 de enero de 2013, 20:00 | Paraguay                  | 2:3 (1:2) | Chile                                    | Estadio Malvinas Argentinas, Mendoza     |                                          |
|                            | González 8' · Alborno 55' | Reporte   | Rojas 22' · Maturana 38' · Contreras 90' | Árbitro(s): Marlon Escalante (Venezuela) | Árbitro(s): Marlon Escalante (Venezuela) |

| Uniformes | Uniformes |
| --------- | --------- |
|           |           |

| 15 de enero de 2013, 22:15 | Colombia                                        | 6:0 (1:0) | Bolivia | Estadio Malvinas Argentinas, Mendoza |                                   |
|                            | Borja 45' 52' 57' · Nieto 50' · Córdoba 75' 86' | Reporte   |         | Árbitro(s): Sandro Ricci (Brasil)    | Árbitro(s): Sandro Ricci (Brasil) |

| Uniformes | Uniformes |
| --------- | --------- |
|           |           |

- Equipo libre:  Chile.

| 17 de enero de 2013, 17:45 | Paraguay                                            | 5:1 (2:0) | Bolivia    | Estadio Malvinas Argentinas, Mendoza   |                                        |
|                            | Gómez 8' · González 31' · Pérez 62' 64' · Rojas 68' | Reporte   | Vargas 57' | Árbitro(s): Daniel Fedorczuk (Uruguay) | Árbitro(s): Daniel Fedorczuk (Uruguay) |

| Uniformes | Uniformes |
| --------- | --------- |
|           |           |

| 17 de enero de 2013, 20:00 | Argentina                                  | 3:2 (1:0) | Colombia                 | Estadio Malvinas Argentinas, Mendoza |                                    |
|                            | Ruiz 13' (pen.) · Iturbe 46' · Allione 69' | Reporte   | Perea 50' · Quintero 74' | Árbitro(s): Víctor Carrillo (Perú)   | Árbitro(s): Víctor Carrillo (Perú) |

| Uniformes | Uniformes |
| --------- | --------- |
|           |           |

### Grupo B
| Equipo    | Pts | PJ | PG | PE | PP | GF | GC | Dif |
| --------- | --- | -- | -- | -- | -- | -- | -- | --- |
| Perú      | 7   | 4  | 2  | 1  | 1  | 7  | 5  | 2   |
| Uruguay   | 6   | 4  | 1  | 3  | 0  | 10 | 9  | 1   |
| Ecuador   | 5   | 4  | 1  | 2  | 1  | 5  | 5  | 0   |
| Venezuela | 4   | 4  | 1  | 1  | 2  | 3  | 4  | -1  |
| Brasil    | 4   | 4  | 1  | 1  | 2  | 4  | 6  | -2  |

|  | Clasificado para el Hexagonal Final |

- Equipo libre:  Venezuela.

| 10 de enero de 2013, 20:00 | Brasil          | 1:1 (1:1) | Ecuador      | Estadio del Bicentenario, San Juan       |                                          |
|                            | León 38' (a.g.) | Reporte   | Parrales 28' | Árbitro(s): Hernando Buitrago (Colombia) | Árbitro(s): Hernando Buitrago (Colombia) |

| Uniformes | Uniformes |
| --------- | --------- |
|           |           |

| 10 de enero de 2013, 22:15 | Uruguay                                 | 3:3 (1:2) | Perú                                         | Estadio del Bicentenario, San Juan     |                                        |
|                            | López 40' · Bentancourt 54' · Rolán 56' | Reporte   | Reyna 19' · Gómez 44' · Benavente 86' (pen.) | Árbitro(s): Enrique Cáceres (Paraguay) | Árbitro(s): Enrique Cáceres (Paraguay) |

| Uniformes | Uniformes |
| --------- | --------- |
|           |           |

- Equipo libre:  Perú.

| 12 de enero de 2013, 20:00 | Brasil                        | 2:3 (0:1) | Uruguay                                    | Estadio del Bicentenario, San Juan       |                                          |
|                            | Dória 70' · Marcos Júnior 72' | Reporte   | Laxalt 6' · Rolán 47' (pen.) · López 90+1' | Árbitro(s): Patricio Loustau (Argentina) | Árbitro(s): Patricio Loustau (Argentina) |

| Uniformes | Uniformes |
| --------- | --------- |
|           |           |

| 12 de enero de 2013, 22:15 | Ecuador | 0:1 (0:1) | Venezuela    | Estadio del Bicentenario, San Juan |                                   |
|                            |         | Reporte   | Martínez 28' | Árbitro(s): Raúl Orosco (Bolivia)  | Árbitro(s): Raúl Orosco (Bolivia) |

| Uniformes | Uniformes |
| --------- | --------- |
|           |           |

- Equipo libre:  Brasil.

| 14 de enero de 2013, 20:00 | Perú                 | 1:0 (1:0) | Venezuela | Estadio del Bicentenario, San Juan |                                    |
|                            | Benavente 37' (pen.) | Reporte   |           | Árbitro(s): Julio Bascuñán (Chile) | Árbitro(s): Julio Bascuñán (Chile) |

| Uniformes | Uniformes |
| --------- | --------- |
|           |           |

| 14 de enero de 2013, 22:15 | Uruguay                 | 2:2 (1:1) | Ecuador                       | Estadio del Bicentenario, San Juan   |                                      |
|                            | López 19' · Aguirre 85' | Reporte   | Esterilla 45' · Gutiérrez 55' | Árbitro(s): José Buitrago (Colombia) | Árbitro(s): José Buitrago (Colombia) |

| Uniformes | Uniformes |
| --------- | --------- |
|           |           |

- Equipo libre:  Uruguay.

| 16 de enero de 2013, 20:00 | Brasil              | 1:0 (1:0) | Venezuela | Estadio del Bicentenario, San Juan |                                   |
|                            | Anderson 45' (pen.) | Reporte   |           | Árbitro(s): Raúl Orosco (Bolivia)  | Árbitro(s): Raúl Orosco (Bolivia) |

| Uniformes | Uniformes |
| --------- | --------- |
|           |           |

| 16 de enero de 2013, 22:15 | Ecuador                      | 2:1 (0:0) | Perú            | Estadio del Bicentenario, San Juan     |                                        |
|                            | Esterilla 79' · Cevallos 83' | Reporte   | Deza 65' (pen.) | Árbitro(s): Enrique Cáceres (Paraguay) | Árbitro(s): Enrique Cáceres (Paraguay) |

| Uniformes | Uniformes |
| --------- | --------- |
|           |           |

- Equipo libre:  Ecuador.

| 18 de enero de 2013, 17:45 | Venezuela               | 2:2 (1:1) | Uruguay                      | Estadio del Bicentenario, San Juan |                                    |
|                            | Martínez 20' · Añor 47' | Reporte   | Rolán 25' (pen.) · López 59' | Árbitro(s): Julio Bascuñán (Chile) | Árbitro(s): Julio Bascuñán (Chile) |

| Uniformes | Uniformes |
| --------- | --------- |
|           |           |

| 18 de enero de 2013, 20:00 | Brasil | 0:2 (0:1) | Perú                   | Estadio del Bicentenario, San Juan       |                                          |
|                            |        | Reporte   | Reyna 25' · Flores 90' | Árbitro(s): Patricio Loustau (Argentina) | Árbitro(s): Patricio Loustau (Argentina) |

| Uniformes | Uniformes |
| --------- | --------- |
|           |           |

## Fase final
| Equipo   | Pts | PJ | PG | PE | PP | GF | GC | Dif |
| -------- | --- | -- | -- | -- | -- | -- | -- | --- |
| Colombia | 12  | 5  | 4  | 0  | 1  | 6  | 3  | 3   |
| Paraguay | 10  | 5  | 3  | 1  | 1  | 7  | 4  | 3   |
| Uruguay  | 9   | 5  | 3  | 0  | 2  | 5  | 3  | 2   |
| Chile    | 7   | 5  | 2  | 1  | 2  | 7  | 6  | 1   |
| Perú     | 5   | 5  | 1  | 2  | 2  | 6  | 8  | -2  |
| Ecuador  | 0   | 5  | 0  | 0  | 5  | 4  | 11 | -7  |

|  | Clasificado al Mundial Sub-20 de 2013 |

| 20 de enero de 2013, 17:30 | Chile       | 1:3 (1:0) | Paraguay                               | Estadio Malvinas Argentinas, Mendoza     |                                          |
|                            | Castillo 8' | Reporte   | González 60' · Pérez 77' · Cardozo 81' | Árbitro(s): Patricio Loustau (Argentina) | Árbitro(s): Patricio Loustau (Argentina) |

| Uniformes | Uniformes |
| --------- | --------- |
|           |           |

| 20 de enero de 2013, 19:45 | Perú      | 1:3 (1:1) | Uruguay                                | Estadio Malvinas Argentinas, Mendoza |                                   |
|                            | Reyna 42' | Reporte   | Formiliano 12' · López 68' · Rolán 88' | Árbitro(s): Carlos Vera (Ecuador)    | Árbitro(s): Carlos Vera (Ecuador) |

| Uniformes | Uniformes |
| --------- | --------- |
|           |           |

| 20 de enero de 2013, 22:00 | Colombia                 | 2:1 (0:0) | Ecuador      | Estadio Malvinas Argentinas, Mendoza   |                                        |
|                            | Nieto 50' · Quintero 70' | Reporte   | Parrales 84' | Árbitro(s): Enrique Cáceres (Paraguay) | Árbitro(s): Enrique Cáceres (Paraguay) |

| Uniformes | Uniformes |
| --------- | --------- |
|           |           |

| 23 de enero de 2013, 17:30 | Chile                                                  | 4:1 (2:0) | Ecuador       | Estadio Malvinas Argentinas, Mendoza |                                    |
|                            | Castillo 17' · Rubio 27' (pen.) · Baeza 74' · Mora 83' | Reporte   | Esterilla 67' | Árbitro(s): Víctor Carrillo (Perú)   | Árbitro(s): Víctor Carrillo (Perú) |

| Uniformes | Uniformes |
| --------- | --------- |
|           |           |

| 23 de enero de 2013, 19:45 | Perú       | 1:1 (1:0) | Paraguay   | Estadio Malvinas Argentinas, Mendoza |                                   |
|                            | Araujo 27' | Reporte   | Alonso 81' | Árbitro(s): Raúl Orosco (Bolivia)    | Árbitro(s): Raúl Orosco (Bolivia) |

| Uniformes | Uniformes |
| --------- | --------- |
|           |           |

| 23 de enero de 2013, 22:00 | Colombia    | 1:0 (1:0) | Uruguay | Estadio Malvinas Argentinas, Mendoza |                                   |
|                            | Córdoba 38' | Reporte   |         | Árbitro(s): Sandro Ricci (Brasil)    | Árbitro(s): Sandro Ricci (Brasil) |

| Uniformes | Uniformes |
| --------- | --------- |
|           |           |

| 27 de enero de 2013, 17:30 | Chile | 0:1 (0:0) | Uruguay   | Estadio Malvinas Argentinas, Mendoza     |                                          |
|                            |       | Reporte   | Bueno 63' | Árbitro(s): Marlon Escalante (Venezuela) | Árbitro(s): Marlon Escalante (Venezuela) |

| Uniformes | Uniformes |
| --------- | --------- |
|           |           |

| 27 de enero de 2013, 19:45 | Perú | 0:1 (0:1) | Colombia            | Estadio Malvinas Argentinas, Mendoza     |                                          |
|                            |      | Reporte   | Quintero 17' (pen.) | Árbitro(s): Patricio Loustau (Argentina) | Árbitro(s): Patricio Loustau (Argentina) |

| Uniformes | Uniformes |
| --------- | --------- |
|           |           |

| 27 de enero de 2013, 22:00 | Paraguay       | 1:0 (0:0) | Ecuador | Estadio Malvinas Argentinas, Mendoza |                                      |
|                            | Villamayor 86' | Reporte   |         | Árbitro(s): José Buitrago (Colombia) | Árbitro(s): José Buitrago (Colombia) |

| Uniformes | Uniformes |
| --------- | --------- |
|           |           |

| 30 de enero de 2013, 17:30 | Chile               | 1:0 (1:0) | Colombia | Estadio Malvinas Argentinas, Mendoza |                                   |
|                            | Castillo 45' (pen.) | Reporte   |          | Árbitro(s): Raúl Orosco (Bolivia)    | Árbitro(s): Raúl Orosco (Bolivia) |

| Uniformes | Uniformes |
| --------- | --------- |
|           |           |

| 30 de enero de 2013, 19:45 | Perú                      | 3:2 (2:0) | Ecuador                     | Estadio Malvinas Argentinas, Mendoza     |                                          |
|                            | Reyna 26', 33' · Polo 81' | Reporte   | Uchuari 50' · Esterilla 69' | Árbitro(s): Marlon Escalante (Venezuela) | Árbitro(s): Marlon Escalante (Venezuela) |

| Uniformes | Uniformes |
| --------- | --------- |
|           |           |

| 30 de enero de 2013, 22:00 | Paraguay   | 1:0 (0:0) | Uruguay | Estadio Malvinas Argentinas, Mendoza |                                   |
|                            | Alonso 59' | Reporte   |         | Árbitro(s): Sandro Ricci (Brasil)    | Árbitro(s): Sandro Ricci (Brasil) |

| Uniformes | Uniformes |
| --------- | --------- |
|           |           |

| 3 de febrero de 2013, 17:15 | Uruguay  | 1:0 (1:0) | Ecuador | Estadio Malvinas Argentinas, Mendoza |                                      |
|                             | López 5' | Reporte   |         | Árbitro(s): José Buitrago (Colombia) | Árbitro(s): José Buitrago (Colombia) |

| Uniformes | Uniformes |
| --------- | --------- |
|           |           |

| 3 de febrero de 2013, 19:15 | Chile       | 1:1 (1:1) | Perú      | Estadio Malvinas Argentinas, Mendoza   |                                        |
|                             | Rabello 34' | Reporte   | Flores 7' | Árbitro(s): Enrique Cáceres (Paraguay) | Árbitro(s): Enrique Cáceres (Paraguay) |

| Uniformes | Uniformes |
| --------- | --------- |
|           |           |

| 3 de febrero de 2013, 21:15 | Paraguay  | 1:2 (0:1) | Colombia                   | Estadio Malvinas Argentinas, Mendoza     |                                          |
|                             | Rojas 88' | Reporte   | Quintero 24' · Vergara 54' | Árbitro(s): Patricio Loustau (Argentina) | Árbitro(s): Patricio Loustau (Argentina) |

| Uniformes | Uniformes |
| --------- | --------- |
|           |           |

|                              |
| Bandera de Colombia          |
| Campeón Colombia 3.er título |

## Clasificados alMundial Sub-20 Turquía 2013
| Bandera de Colombia | Bandera de Paraguay | Bandera de Uruguay | Bandera de Chile |
| Colombia            | Paraguay            | Uruguay            | Chile            |
| ------------------- | ------------------- | ------------------ | ---------------- |

### Goleadores
| Jugador                | Selección | Goles |
| ---------------------- | --------- | ----- |
| Nicolás López          | Uruguay   | 6     |
| Yordy Reyna            | Perú      | 5     |
| Nicolás Castillo       | Chile     | 5     |
| Juan Fernando Quintero | Colombia  | 5     |
| John Córdoba           | Colombia  | 4     |
| Ely Esterilla          | Ecuador   | 4     |
| Derlis González        | Paraguay  | 4     |
| Diego Rolán            | Uruguay   | 4     |
| Miguel Borja           | Colombia  | 3     |
| Cristian Benavente     | Perú      | 3     |

## Equipo Ideal del Torneo
Estos fueron los 11 futbolistas que fueron distinguidos como parte del Equipo Ideal por su rendimiento en el torneo.
| Portero     | Defensores                                                        | Mediocampistas                                                         | Delanteros                     |
| ----------- | ----------------------------------------------------------------- | ---------------------------------------------------------------------- | ------------------------------ |
| Diego Morel | Guillermo Varela Jherson Vergara Amú Gustavo Gómez Jorge Balbuena | Bryan Rabello Rafael Guarderas Juan Pablo Nieto Juan Fernando Quintero | Nicolás Castillo Nicolás López |

## Cobertura Televisiva

### Televisión
- Latinoamérica: beIN Sport
- Argentina: TyC Sports y Canal Siete
- Uruguay: Tenfield/ VTV y Uruguay TV
- Paraguay: Tigo Sports y Paraguay TV
- Ecuador: TV Cable y Ecuador TV
- Brasil: SporTV
- Colombia: Caracol Televisión
- Chile: TVN y Canal 13
- Perú: Cable Mágico Deportes